# Johann von Lasser
Johann Baptist Lasser, Ritter von Zollheim (* 24. April 1822 in Matrei in Osttirol; † 25. Dezember 1889 in Lambach) war von 1873 bis 1889 Abt des Stiftes Lambach.

## Leben
Johann von Lasser stammte aus dem Tiroler Rittergeschlecht Lasser von Zollheim und war ein Cousin des Ministers Josef Lasser von Zollheim. Er trat 1842 in das Zisterzienserstift Stams ein und war nach der Priesterweihe 1846 Seelsorger, Subprior und Pastoraldozent an der Theologischen Hauslehranstalt des Klosters. 1867 trat er in das Benediktinerstift Lambach über, lehrte auch dort Theologie und wirkte als Bibliothekar, bis er 1873 zum Abt gewählt wurde. Er ließ 1874/75 die Stiftskirche restaurieren und 1883 das Stiftsäußere renovieren. 1883/84 erwirkte er von Papst Leo XIII. die offizielle Heiligsprechung des schon lange verehrten Klostergründers Adalbero von Wels-Lambach († 1090). Er starb in der Weihnachtsnacht 1889 an den Folgen eines Schlaganfalls.